# Cropera celaenogyia
Cropera celaenogyia är en fjärilsart som beskrevs av Collenette 1936. Cropera celaenogyia ingår i släktet Cropera och familjen tofsspinnare. Inga underarter finns listade i Catalogue of Life.